# 김동선 (승마 선수)
김동선(1989년 5월 30일 ~ )은 대한민국의 승마선수이자 기업인이다.

## 학력
- 태프트 스쿨 졸업
- 다트머스 대학교 정치학 학사

## 생애
1989년 5월 30일, 김승연 회장의 아들로 태어나, 태프트 스쿨을 졸업하였고, 다트머스 대학교 정치학을 전공하였다. 본관은 순천이며, 종교는 성공회이다.
2006년 도하 아시안 게임 마장마술 단체전에서 금메달을 땄고, 2010년 광저우 아시안 게임 마장마술 단체전에서도 금메달을 수상했으며, 2014년 인천 아시안 게임에서는 마장마술 단체전 금메달, 마장마술 개인전 은메달을 땄다.
2014년 10월 한화건설에 입사하여 한화건설 해외토건사업본부 과장, 한화건설 신성장전략팀장 등을 지냈다. 2015년 갤러리아 백화점이 서울시내 면세사업자로 선정되자 12월 22일 한화건설 과장으로서 신규 면세점 프리 오픈 행사에 면세점 테스크포스팀(TFT)에 참석하였다. 2017년 1월 재벌닷컴이 발표한 청년 주식부자에서 440억원대 주식을 보유한 것으로 집계되며 '100억원 이상의 상장사 주식을 보유한 30세 이하 청년 주식부자' 8위에 올랐다.
2017년 한화를 잠시 떠났다가 2021년 한화호텔앤드리조트 상무로 복귀하였다.
2022년 갤러리아 신사업전략실장직에 부임하여 첫 프로젝트로 미국의 버거 업체 파이브 가이즈의 한국 진출을 주도했다.

## 경력
- 2006년 도하 아시안 게임, 마장마술 금메달[3]
- 2010년 중국 광저우 아시안 게임, 마장마술 금메달[4]
- 2012년 미국 웨스트 팜 비치에서 열린 ‘WC 선샤인챌린지 국제마장마술 그랑프리’ 스페셜 종목에서 65.022% 획득, 3위 마크함. 서정균 갤러리아 승마단 감독이 1988년 CDI 아켄대회에서 세운 기록을 24년 만에 뛰어넘으며 한국선수 역대 최고 성적 기록[5]
- 2012년 GCDA 오프너 페스티벌 국제마장마술 그랑프리 스페셜 종목에서 64.689% 기록, 4위 마크함[6]
- 2014년 프랑스 노르망디 세계선수권대회 한국 선수 최초로 출전권 획득[7]
- 2014년 인천 아시안 게임, 마장마술 단체전 금메달, 개인전 은메달
- 2016년 한화건설 신성장전략팀 팀장
- 2016년 제31회 리우데자네이루 올림픽 남자 승마 국가대표
- 2021년 제32회 도쿄 올림픽 남자 승마 국가대표
- 2021년 한화호텔앤드리조트 프리미엄사업부 프리미엄레저그룹장, 상무
- 2022년 한화솔루션 갤러리아 부문 신사업전략실장
- 2022년 11월~ 한화호텔앤드리조트 Hospitality부문 전략부문장, 전무
- 2023년 3월~ 한화갤러리아 전략본부장
- 2023년 10월~ 한화로보틱스 전략기획담당, 전무
- 2023년 11월~ 한화호텔앤드리조트 전략부문장, 부사장
- 2023년 11월~ 한화갤러리아 전략본부장, 부사장
- 2023년 11월~ 한화로보틱스 전략기획담당, 부사장
- 2024년 1월~ ㈜한화 건설부문 해외사업본부장, 부사장

## 상훈
- 2006년 아시안 게임 금메달
- 2010년 아시안 게임 금메달
- 2014년 아시안 게임 금메달

## 가족 관계
- 아버지 : 김승연
- 큰형 : 김동관
- 작은형 : 김동원